# Ceratostylis minutiflora
Ceratostylis minutiflora är en orkidéart som beskrevs av Rudolf Schlechter. Ceratostylis minutiflora ingår i släktet Ceratostylis och familjen orkidéer. Inga underarter finns listade i Catalogue of Life.